# Барман
 Тази статия е за професията.  За белгийския музикант вижте Том Барман.  
Барманът (от английски: barman) е човек, който сервира алкохолни напитки на бар. Напитките могат да бъдат предварително приготвени или да са коктейли, смесвани на място. Често барманите са отговорни и за наличностите напитки на бара, бармана приготвя както алкохолни така и безалкохолни напитки, има различни типове бармани, най-често това зависи от типа на заведението в което работи, задълженията на един барман са свързани само и единствено с процеса на работа на бара извън него той не носи отговорност